# Сумак
 Тази статия е за растението сумак.  За перуанската певица вижте Има Сумак.  
Дъбилен шмак (Rhus coriaria), също сумак, е малък храст, който расте по Средиземноморието и Близкия Изток. Растението е включено в списъка на лечебните растения съгласно Закона за лечебните растения.

## Произход и разпространение
Основно може да се срещне в Сицилия и Южна Италия, както и в някои части на Близкия Изток, главно в Иран. Плодовете са малки и закръглени, черно-кафяви на цвят и диаметър около 5 мм. Обикновено се изсушават и се смилат до прах с пурпурночервен цвят. От тях се приготвя едноименната подправка, която е изключително разпространена в арабската кухня.
Сумакът е представител на род листопадни дървета или храсти Шмак (на латински: Rhus), който обхваща около 250 вида, които са разпространени предимно в райони с умерен и топъл климат. Сумакът е бил популярен още в Древен Рим.
На древноеврейски език сумак означава да бъдеш червен, названието на немски: essigbaum в превод означава оцетено дърво, а на нидерландски: zuurkruid се превежда като кисела подправка. Сумакът има стипчивокисел вкус, който се дължи на съдържащите се в него две основни съставки – танини и органични киселини.
Танини има в почти цялото растение, но най-висока е концентрацията в корените и кората. Именно тези части на сумака са били използвани за боядисване на кожата през Античността. Сумакът още се използва за оцветяване, но боядисването не е трайно.
В Северна Америка расте разновидност на сумака, която обаче е отровна и може да предизвика сериозни кожни реакции при допир.

## Приложение
Популярна и много използвана подправка в арабските страни. Трябва да се внимава с количеството, защото подправката има доста интензивен вкус. Съхранява се в хладни и сухи помещения, далеч от слънчева светлина, в плик или добре затворен буркан.
В средиземноморска Мала Азия и особено в Ливан сумакът е основна съставка за постигане на кисел вкус на храната. С него се поръсва кебапът преди печене или се забърква с кисело мляко за гарнитура на кебапа.
В Иран и Турция оризът се овкусява със сумак или се смесва с прясно нарязан лук като разядка.
В Йордания сумакът е част от популярната смес от подправки захтар, която включва още мащерка, риган, майорана, сусам, сол и евентуално малко пипер. Подобни смеси се използват и в Израел и Сирия. Сместа захтар се използва основно за пържено месо или месо за барбекю. Консумира се и само поръсен върху филийка хляб със зехтин.
По Средиземноморието сумак се сервира с останалите подправки, с които ежедневно се овкусява храната. При готвене сумакът придава приятна плодова кисела жилка и лек вишнев цвят на домашни птици, риби, сосове, салати, задушено месо, картофи, бяло или китайско зеле. Сумакът е вкусен и поръсен върху хумус.
Сумакът е изключително популярен в Турция и Иран, където влиза в състава на смесите за дюнер кебап.
В Сирия, Египет и Ливан плодовете на сумак се варят във вода до получаване на гъста и кисела есенция, която се прибавя към месо и зеленчуци. Употребява се както оцета и лимоновия сок. За арабите салатата от домати е немислима без овкусяване със сумак. Типичните за тази кухня чобан салата (домати, пресен лук и зелени чушки) и салата фатуш (маруля, домати, зелени чушки, маслини, краставици, репички и пържени крутони) се подправят със сумак.
В Северна Америка две от разновидностите на сумака – кораловият и лекият се използват за питие, наречено sumac-ade или индианска лимонада. Приготвя се чрез накисването на плодовете в студена вода и смачкването им. За да се извлече есенцията течността се прецежда през памучна кърпа, а полученият сок се подслажда. Местните хора използват плодовете и листата в комбинация с тютюн за пушене.

## Ползи
В миналото патрициите са ценяли сумака не само поради невероятния вкус, но и заради добре изразените му диуретични свойства. Сумакът има добро благотворно влияние върху храносмилането, а в Средния Изток с него забъркват кисела напитка, която успокоява стомашни болки. В някои места го използват за намаляване на високата телесна температура. Също така го използват и за овкусяване на салати.